# Caroline Strubbe
 (mars 2024).
Caroline Strubbe, née en 1965, est une réalisatrice et scénariste belge. 

## Biographie
Caroline Strubbe est diplômée de l'école cinématographique de Barcelone.
Son premier court métrage de fiction, Melanomen, remporte plusieurs prix.
Son moyen métrage Taxi Dancer remporte la mention spéciale du jury à Sundance.
En 2009, elle reçoit le Reflet d’or (Prix compétition internationale) du festival Cinéma Tous Écrans à Genève pour son premier long métrage, Lost Persons Area.

## Filmographie

### Réalisatrice

#### Courts métrages
- 1988 : Une mouche dans la salade, documentaire
- 1993 : Melanomen

#### Moyens métrages
- 1990 : Shocking Manjira and the Cardboard Box, documentaire co-réalisé avec Miel Van Hoogenbemt
- 1998 : Taxi Dancer

#### Longs métrages
- 2009 : Lost Persons Area
- 2013 : I'm the Same, I'm an Other

### Scénariste

#### Courts métrages
- 1988 : Une mouche dans la salade, documentaire
- 1993 : Melanomen

#### Moyens métrages
- 1998 : Taxi Dancer

#### Longs métrages
- 2009 : Lost Persons Area
- 2013 : I'm the Same, I'm an Other

## Distinctions

### Récompenses
- 2009 : Reflet d’or du festival Cinéma Tous Écrans de Genève pour Lost Persons Area
- 2009 : Prix SACD du scénario au Festival de Cannes pour Lost Persons Area

### Nominations
- 2013 : sélection au Festival de Gand pour I'm the Same, I'm an Other